# 白鹤美术馆
白鹤美术馆（日语：白鶴美術館）是一所于1934年建在日本兵库县神户市东滩区的美术博物馆。该美术馆展示了嘉纳财阀的白嘉纳家（白鹤酒造创业家）第7代当家嘉纳治兵卫的收藏品，是日本少数的在第二次世界大战之前就已开幕的美术博物馆之一。白鹤博物馆藏品约1450件，其中包括2件国宝和22件重要文化财产。

## 藏品

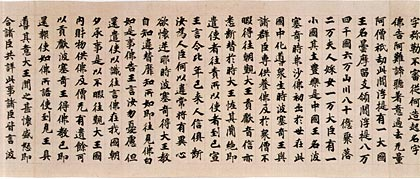
收藏于白鹤美术馆的《贤愚经残卷》

白鹤美术馆现有藏品约1450件。其中包括中国青铜器、中國陶瓷、银器、镜子和珠宝、书法作品以及画作。
白鹤美术馆目前藏有2件国宝。其中一件为奈良时代的出于圣武天皇之手的《贤愚经残卷》，另一件为大般涅槃经相关的《大般涅盘经集解》。

## 建筑
白鹤美术馆本馆是一座铜瓦屋檐的钢筋混凝土建筑。本馆于1931年开始建设，1934年正式对外开放。其附属的饮茶室比本馆建设时间更早，于1929年就已建成。1995年，白鹤美术馆附属的地毯美术馆开幕。